# T-2
T-2, d. o. o. je slovensko telekomunikacijsko podjetje oz. družba za ustvarjanje, razvoj in trženje elektronskih komunikacij in opreme. Oglašuje se kot ponudnik internetnih storitev, mobilne in fiksne telefonije ter IP televizije (triple play).

## Storitve T-2
Podjetje je bilo ustanovljeno 11. maja 2004 v Mariboru z namenom ponujanja najsodobnejših telekomunikacijskih, informacijskih in medijskih storitev po najugodnejših cenah za posameznike in podjetja. Kot prvi v Sloveniji in med prvimi na svetu ponuja storitve na osnovi FTTH in VDSL tehnologij širokopasovnega dostopa. Od 1. junija 2008 ponuja tudi mobilne glasovne in podatkovne komunikacije.